# Ovidiu Bobîrnat
Ovidiu Tiberiu Bobîrnat (Iași, 4 de mayo de 1978) es un deportista rumano que compitió en boxeo. Ganó una medalla de bronce en el Campeonato Mundial de Boxeo Aficionado de 1999, en el peso pluma.

## Palmarés internacional
| Campeonato Mundial | Campeonato Mundial       | Campeonato Mundial | Campeonato Mundial |
| Año                | Lugar                    | Medalla            | Categoría          |
| ------------------ | ------------------------ | ------------------ | ------------------ |
| 1999               | Houston (Estados Unidos) | Medalla de bronce  | 57 kg              |